# Managua
Managua – stolica Nikaragui, położona w zachodniej części kraju nad jeziorem Managua. Miasto zamieszkiwało według spisu ludności z 1995 roku 864,2 tys. mieszkańców, ale szacunki z 2005 wskazują, że liczba jego ludności przekroczyła 1,8 mln. Stanowi tym samym największe miasto kontynentalnej Ameryki Środkowej (z wyłączeniem Meksyku). Managua jest również ośrodkiem administracyjnym departamentu Managua.
Managua, której nazwa oznacza w miejscowym narzeczu nahuatl "miejsce, gdzie jest duża woda", istniała jako duża osada indiańska. jeszcze przed najazdem Hiszpanów. Prawa miejskie otrzymała dopiero w 1846, stolicą Nikaragui została w 1855. Była wielokrotnie niszczona przez rozmaite klęski żywiołowe: powódź w 1876, pożary w 1885 i 1936. Silne trzęsienia ziemi nawiedziły miasto 31 marca 1931 i ostatnio 23 grudnia 1972. W czasie tego ostatniego trzęsienia życie straciło ponad 10 tys. osób, a zniszczeniu uległo całe historyczne centrum miasta. Pieniądze przekazane na odbudowę przez społeczność międzynarodową zostały prawdopodobnie zdefraudowane przez dyktatora Anastasio Somozę. Wywołało to duże niezadowolenie społeczne i przyczyniło się do powstania ruch sandinistowskiego, który przejął władzę pod koniec lat 70. Ostatnią poważną klęską, która nawiedziła Managuę był huragan Mitch w 1998.
Mimo to Managua pozostaje głównym ośrodkiem gospodarczym i kulturalnym kraju. Posiada dobre położenie komunikacyjne przy Drodze Panamerykańskiej, połączenie drogowe z najbliższym portem pacyficznym Puerto Somoza oraz połączenie kolejowe z dawną stolicą León oraz głównym portem morskim kraju Corinto. Posiada też międzynarodowy port lotniczy Augusto C. Sandino. Rozwinął się tu głównie przemysł cementowy, włókienniczy i spożywczy. W mieście znajduje się rafineria ropy naftowej.
Managua posiada założony w 1961 uniwersytet Universidad Centro-Americana. Ponadto mieszczą się tutaj archiwum narodowe, biblioteka narodowa oraz liczne muzea. W mieście na skutek licznych klęsk nie zachowały się żadne cenne zabytki. Większość budynków to nowoczesne budowle, do których należą m.in. Pałac Narodowy, rezydencje prezydenta i arcybiskupa, bank narodowy, ambasada USA oraz katedra z lat 40. XX w.

## Miasta partnerskie
- Amsterdam, Holandia
- Caracas, Wenezuela
- Gwatemala, Gwatemala
- Madison, Stany Zjednoczone
- Madryt, Hiszpania
- Manchester, Wielka Brytania
- Miami, Stany Zjednoczone
- Montélimar, Francja
- Panama, Panama
- Bogota, Kolumbia
- Quito, Ekwador
- Amman, Jordania
- Rans, Francja
- Rio de Janeiro, Brazylia
- Santiago, Chile
- San José, Kostaryka
- San Pedro Sula, Honduras
- San Salvador, Salwador
- Tajpej, Republika Chińska
- Walencja, Hiszpania